# 新诺尔瘿螨属
新诺尔瘿螨属（学名：Neoknorella）为瘿螨科的一个属。

## 下级分类
本属包括以下物种：
- 竹新诺尔瘿螨 Neoknorella bambusae Kuang et Zhuo